# 囮物語
《囮物語》（日语：／ Otorimonogatari）是西尾維新在《講談社BOX》上刊載的輕小說，由台灣插畫家VOFAN負責其中的插畫。本作為同系列《傾物語》的後續。

## 概要
描述現代怪異、十分熱門的物語系列第2季的第4部分。副標題是第亂話「撫子美杜莎」。講述纏繞在於『化物語』的第四話「撫子咒蛇」中登場的、被蛇糾纏的少女——千石撫子身上的新的怪事件。小說封面上畫著髮絲變成白蛇的撫子。本作是最早在小說的包裝上畫撫子的作品。

### 作品风格
作為舞台的是和本系列其他作品一樣的村鎮，不過本作因為撫子是主人公而描寫了她上的公立七百一中學校的樣子。在時間順序上比『化物語』晚大概四個月。處於從第一季的主人公——阿良良木暦的高中三年級的10月開始到11月的時期，在『猫物語（白）』和『恋物語』之間。本作是以撫子的話語構成的第一人稱視角來講述故事，描寫著目前為止沒有被描述的她的內在心理。把難寫的熟語寫作平假名、句尾有ですます的後綴，這是與本系列其他作品在用詞上不同的地方。

## 作品关联
除了公式網站之外，東京地鐵的Tokyo Metro ビジョン中自2011年7月1日至7月15日也公開了CM。CM由在動畫『化物語』中為撫子配音的花澤香菜擔任旁白。另外，書店裡，採用VOFAN的插畫的等身大的撫子畫報（POP）為促銷而被配置了。這個畫報（POP）內藏有感應器，人一走近就會用花澤香菜的聲音講話。
在公信榜單（Oricon）上的書籍銷售榜單上查到，發行第一週大約售出13萬部，成為物語系列第二季的初次發售中銷售量最大的一卷。7月25日的榜單顯示，累計銷售約17萬部。
和其他〈物語〉系列同樣地，由西尾維新動畫企劃，在2013年夏季動畫化，從9月起開始播出。
動畫『囮物語』的首播日——2013年9月21日的讀賣新聞的晨報中，刊登了新寫出的短編「撫子鏡」。

## 輕小說
輕小說於讲谈社BOX刊载。
| 冊數   | 发售日（日）  | ISBN（日）             | 發售日（台）  | ISBN（台）             | 收录章节              | 故事概要 |
| ------ | ------------- | ---------------------- | ------------- | ---------------------- | --------------------- | --- |
| 囮物語 | 2011年6月28日 | ISBN 978-4-06-283767-5 | 2013年11月1日 | ISBN 978-957-105-385-1 | 第亂章 「撫子美杜莎」 | 於撫子眼中，一個被封印的蛇形神明朽繩纏繞著她。為了讓自己從束縛中得到的解放，她決定要獨力取得神明正體，進行瞞著曆一等人的秘密行動。於撫子眼中，物語是這麼樣的…… |

## 電視動畫
2013年7月，《物語系列 第二季》動畫開播，《囮物語》作為其中一章進行放映。

## 外部連結
- 電視動畫官方網站（MBS）（页面存档备份，存于） （日語）
- 西尾維新動畫網站（页面存档备份，存于） （日語）